# Немков, Алексей Владимирович
Алексей Владимирович Немков (1919—1972) — капитан Рабоче-крестьянской Красной Армии, участник Великой Отечественной войны, Герой Советского Союза (1945).

## Биография
Алексей Немков родился 30 марта 1919 года в Джанкое. После окончания восьми классов школы работал помощником секретаря Джанкойского райкома ВКП(б). В 1939 году Немков был призван на службу в Рабоче-крестьянскую Красную Армию. С сентября 1941 года — на фронтах Великой Отечественной войны. В 1943 году окончил курсы командиров рот.
К апрелю 1945 года гвардии капитан Алексей Немков был заместителем командира батальона 118-го гвардейского стрелкового полка 37-й гвардейской стрелковой дивизии 65-й армии 2-го Белорусского фронта. Отличился во время форсирования Одера. 20 апреля 1945 года Немков во главе штурмового отряда первым переправился через Одер в районе посёлка Кольбитцов (ныне — Колбасково к югу от Щецина) и первым ворвался во вражескую траншею, принял активное участие в захвате плацдарма. В критический момент боя Немков заменил собой выбывшего из строя командира батальона и организовал удержание плацдарма, сам был ранен, но продолжал сражаться.
Указом Президиума Верховного Совета СССР от 29 июня 1945 года за «образцовое выполнение заданий командования и проявленные мужество и героизм в боях с немецкими захватчиками» гвардии капитан Алексей Немков был удостоен высокого звания Героя Советского Союза с вручением ордена Ленина и медали «Золотая Звезда» за номером 5572.
После окончания войны Немков был уволен в запас. Проживал и работал на родине. Скончался 29 марта 1972 года, похоронен в Джанкое.
Был также награждён орденами Красного Знамени, Богдана Хмельницкого 3-й степени и Красной Звезды, рядом медалей.